# Pineberry

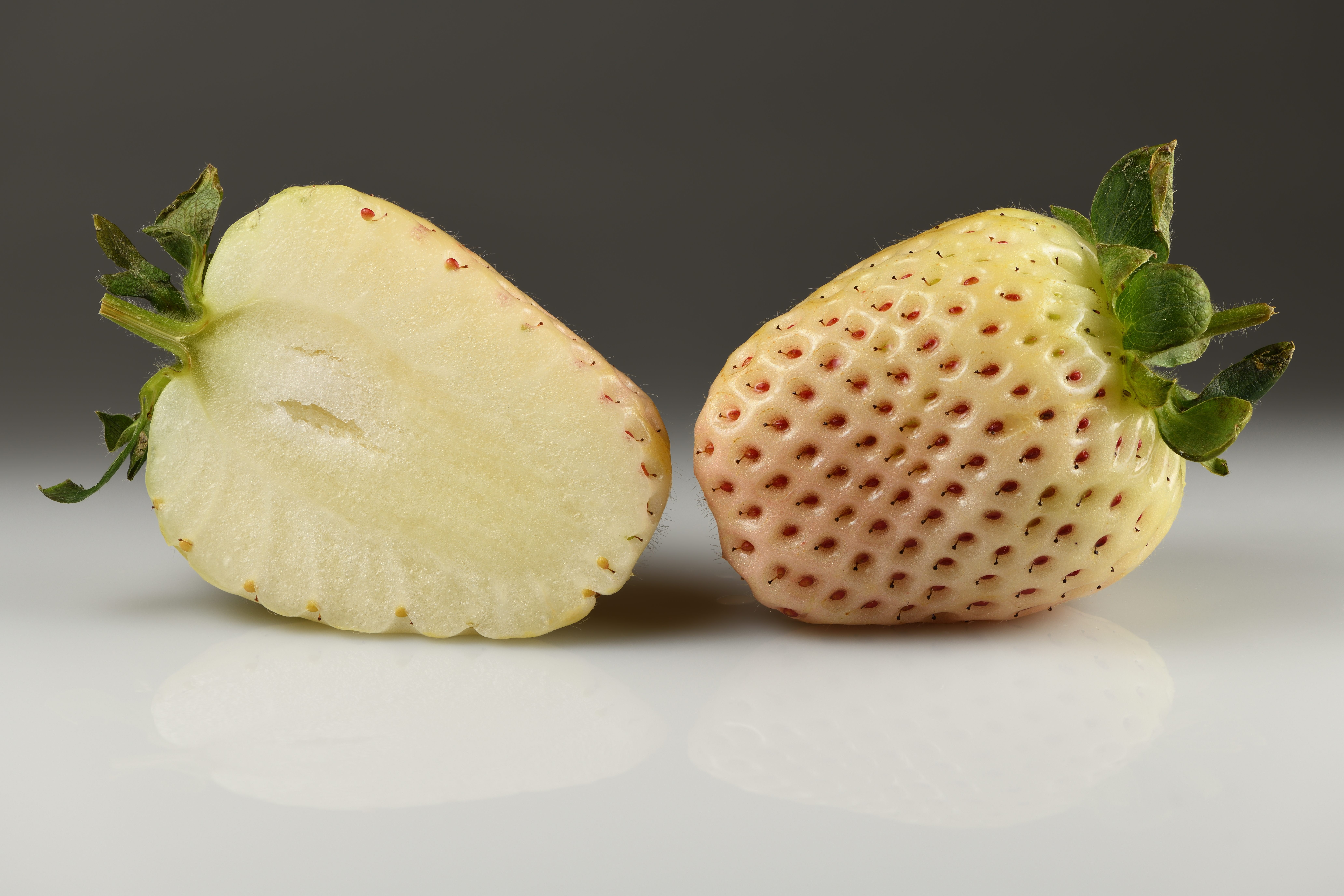
'Florida Pearl'

La Pineberry (del inglés pine «piña» y berry «baya»; traducido lit. como baya de piña) es una fruta híbrida derivada de la fresa. Se caracteriza por su coloración blanca y semillas rojas, así como también por su sabor similar a la piña.Además es de origen chileno. 

## Historia
Alrededor de 1750, la pineberry surgió como un híbrido accidental entre dos especies de fresas americanas, la Fragaria virginiana de América del Norte y la Fragaria chiloensis de América del Sur. Se le dio el nombre científico de "F. x ananassa" para indicar su origen híbrido (x), y su distintivo aroma y sabor de piña tropical (ananassa). La pineberry es más pequeña que un fresa común, midiendo entre 15 a 23 mm (0,6 a 0,9 pulgadas). Al madurar, posee una coloración casi completamente blanca y semillas rojas.
En 2003, granjeros holandeses cruzaron pineberries provenientes del sur de Europa con cultivares de fresas rojas para crear un híbrido blanco más resistente y prolífico.

## Comercialización
La pineberry se vendió por primera vez en los Estados Unidos en 2012, entre mediados de mayo y junio, después de haber sido vendida previamente en varios lugares de Nueva York. Sin embargo, la respuesta crítica sobre la fruta ha sido desigual. La fruta también ha sido comercializada en restaurantes europeos, panaderías y mercados al por mayor. Fue denominada "Pineberry" para el mercado del Reino Unido, lugar donde salió a la venta en 2011.
Las fresas blancas no son raras; de hecho, las fresas naturales de América del Sur eran blancas y tiendas en el Reino Unido también cultivan otras variedades de la fresa, tales como la denominada White Soul, y la White Delight. A diferencia de la pineberry, estas son cultivares y producen frutos generalmente más pequeños y fragantes.